# Antoaneta Olteanu

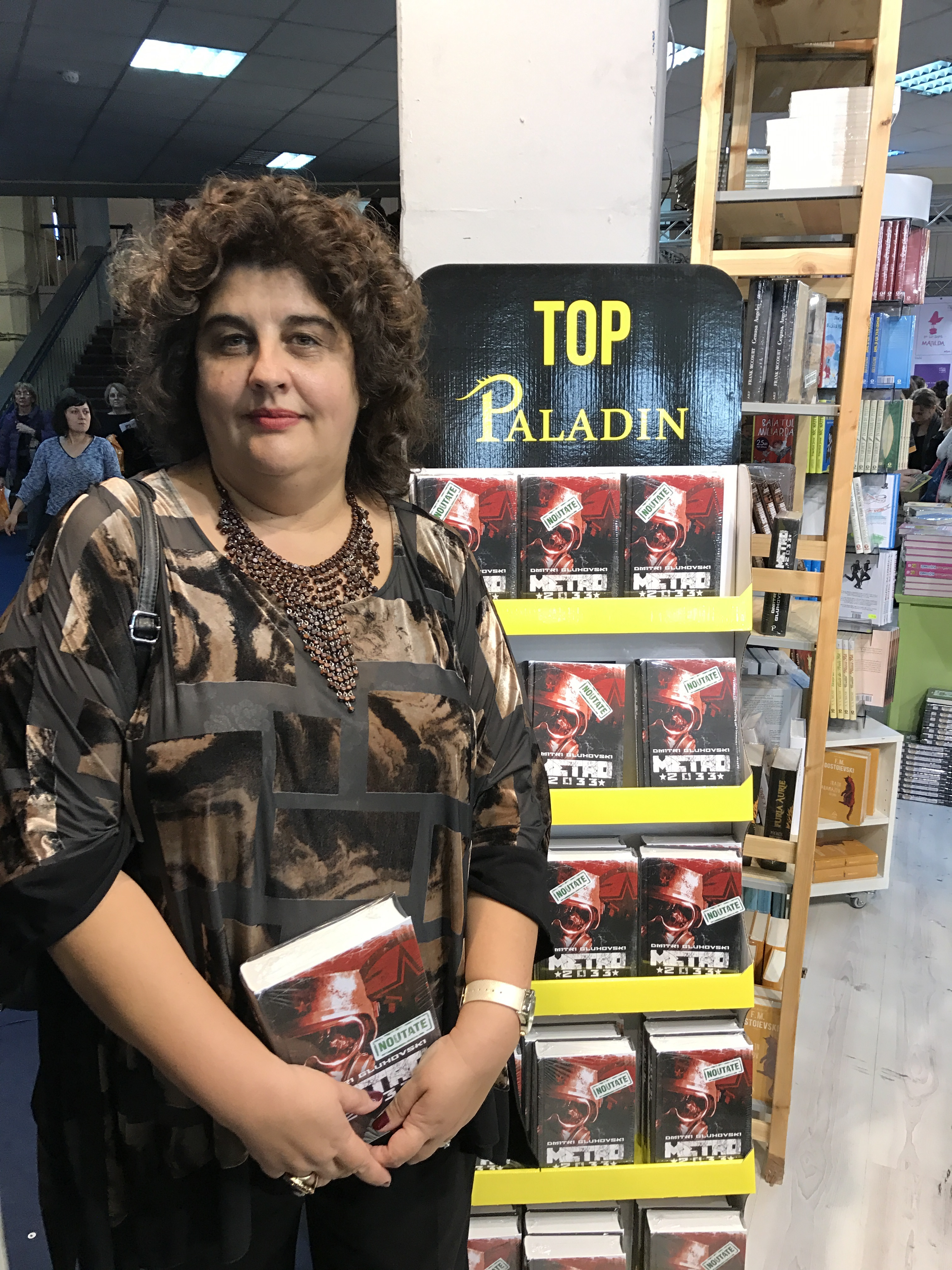
Antoaneta Olteanu (la Târgul de carte Gaudeamus 2016)

Antoaneta Liliana Olteanu  (n. 22 ianuarie 1968, București) este profesor de limbă și literatură rusă, etnolog și traducător român.

## Biografie

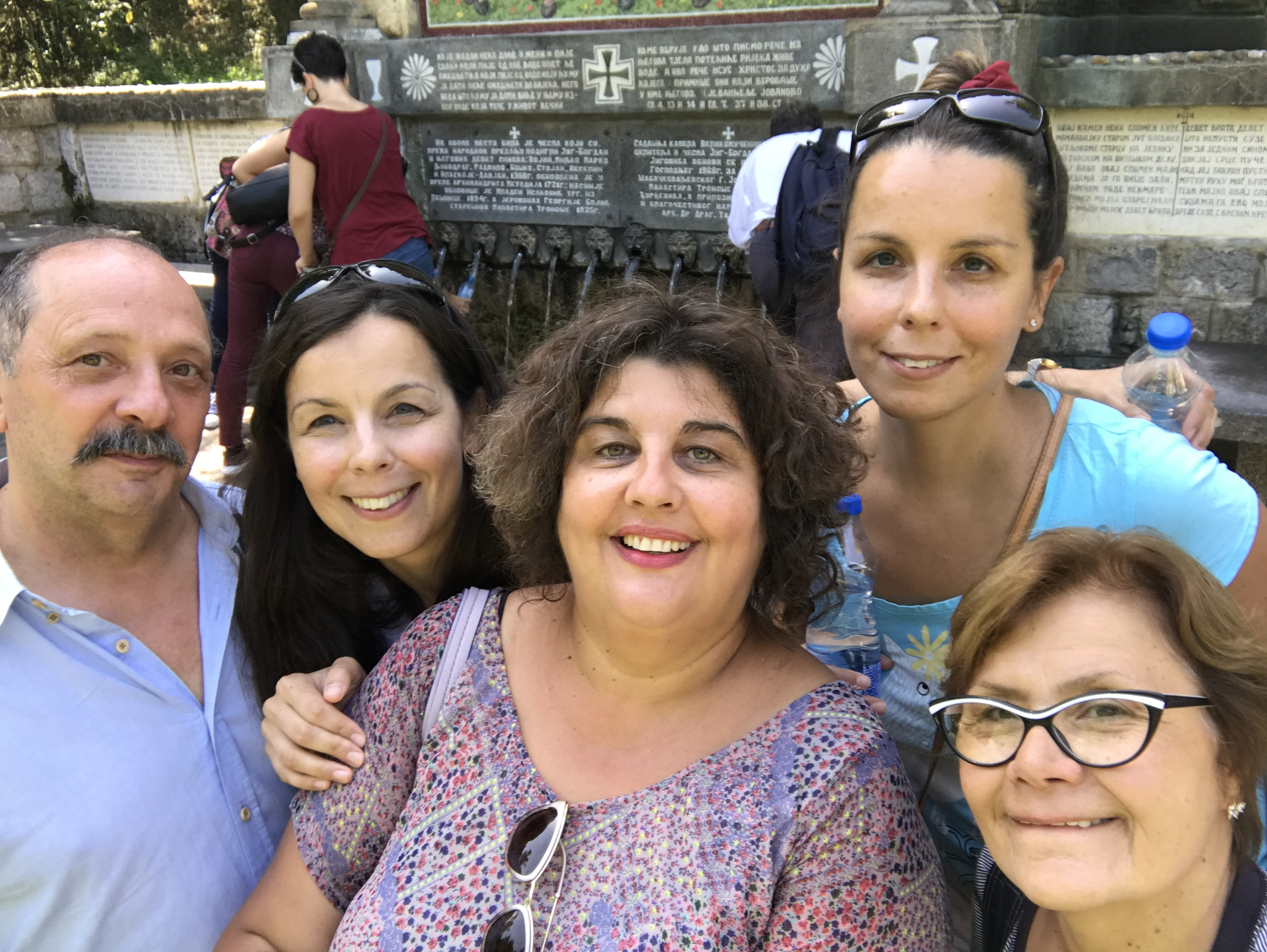
26 august 2017, Tronoșa, Serbia. Cu Piotr Fast, Natalia Bernițkaia, Karia Kitanova

Antoaneta Olteanu este profesor la Facultatea de Limbi și Literaturi Străine a Universității din București, Departamentul de Filologie rusă și slavă, autor a numeroase cărți din domeniul culturii și civilizației ruse (Miturile Rusiei clasice, Rusia imperială. O istorie culturală a secolului al XIX-lea), al etnologiei comparate (Ipostazele maleficului în medicina magică, Metamorfozele sacrului, Școala de Solomonie. Divinație și vrăjitorie în context comparat, Calendarele poporului român, Reprezentări ale spațiului în credințele românești, Dicționar de mitologie. Demoni, duhuri, spirite; Zile și demoni. Calendar și mitologie populară rusă etc.). A realizat, de asemenea, numeroase traduceri din limba rusă. 
După absolvirea Școlii generale nr.9 din București și a liceului „Gheorghe Șincai”, a urmat Facultatea de Limbi și Literaturi Străine a Universității din București, secția rusă-română (absolvită în anul 1990). Studiile din facultate au conturat cele două domenii majore de interes, cultura și civilizația rusă și folclorul românesc. Descoperit din anul I de facultate prin intermediului profesorului Octav Păun, interesul pentru folclor a continuat pe parcursul facultății prin frecventarea cercului de specialitate din Facultatea de Litere și, chiar din anul I, prin participarea la tabăra studențească de folclor. Lucrarea de licență a fost primul demers comparativ româno-rus, iar această perspectivă comparatistă, chiar mai amplă, a continuat în toate studiile realizate. După ce a fost angajată, prin concurs, la Facultatea de Limbi și Literaturi Străine, în ianuarie 1991, specialiștii în folclor - profesorii Mihail Marinescu și Nicolae Roșianu - au încurajat-o să urmeze această direcție. În anul 1992 s-a înscris la doctorat la Universitatea din București (coordonator prof.dr. Corneliu Barborică), dar tema și coordonarea au fost supravegheate îndeaproape de mai mulți mentori - acad. dr. Viktor Gațak, de la Institutul pentru Literatură Mondială de la Moscova, prof. Mihail Marinescu, prof. Nicolae Constantinescu și cercet. șt. Alexandru Dobre de la Institutul de Etnografie și Folclor. În anul 1995, pe 10 iulie, a obținut titlul de doctor în filologie pentru cercetarea Personaje malefice în mitologia romanică și slavă.

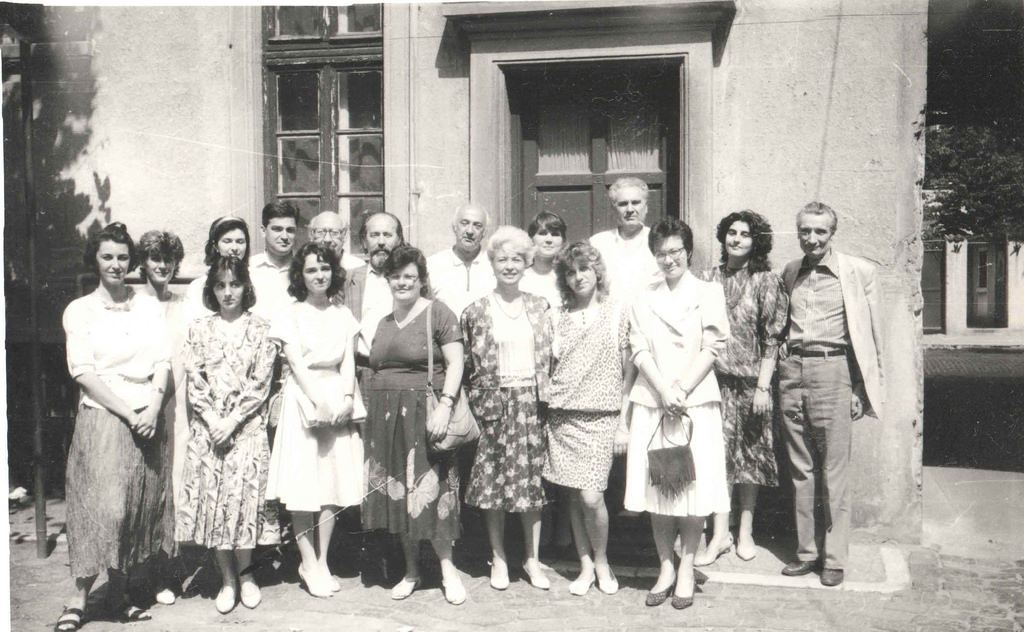
Promoția 1990 Facultatea de Limbi și Literaturi Străine. Cu Solomon Vaimberg, Albert Kovacs, Victoria Frîncu, Mircea Gheorghiu, Aneta Dobre, Gheorghe Barbă, Mihail Marinescu

Începând cu anul 1998 au început să apară primele cercetări științifice. Cu deosebire cele din domeniul folclorului, prin tema de cercetare - mitologie populară, demonologie -, aproape deloc studiată până atunci din cauza regimului politic din România, s-au bucurat de un mare succes, fiind reeditate de mai multe ori. 

Antoaneta Olteanu este membru al  Asociației Profesorilor de Limba și Literatura Rusă din România din 1991 (în perioada 1995-1997 a fost secretar-general al acesteia), membru al Asociației Slaviștilor din România (membru din 2004, vicepreședinte din 2006, iar din 2016 - președinte al asociației), membru-reprezentant al României în Comitetul Internațional al Slaviștilor, din 2009, precum și membru al altor organizații profesionale: membru al Uniunii Scriitorilor din România, filiala de Traduceri Literare, din 2009, iar, peste trei ani, membru în Consiliul de coordonare a Filialei de traduceri literare a USR; membru al ASER (Asociația de Științe Etnologice din România), al SEEFA (Slavic and East European Folklore Association), ISFNR (International Society for Folk Narrative Research), membru al EASA (European Association of Social Anthropologists) din 2008. 

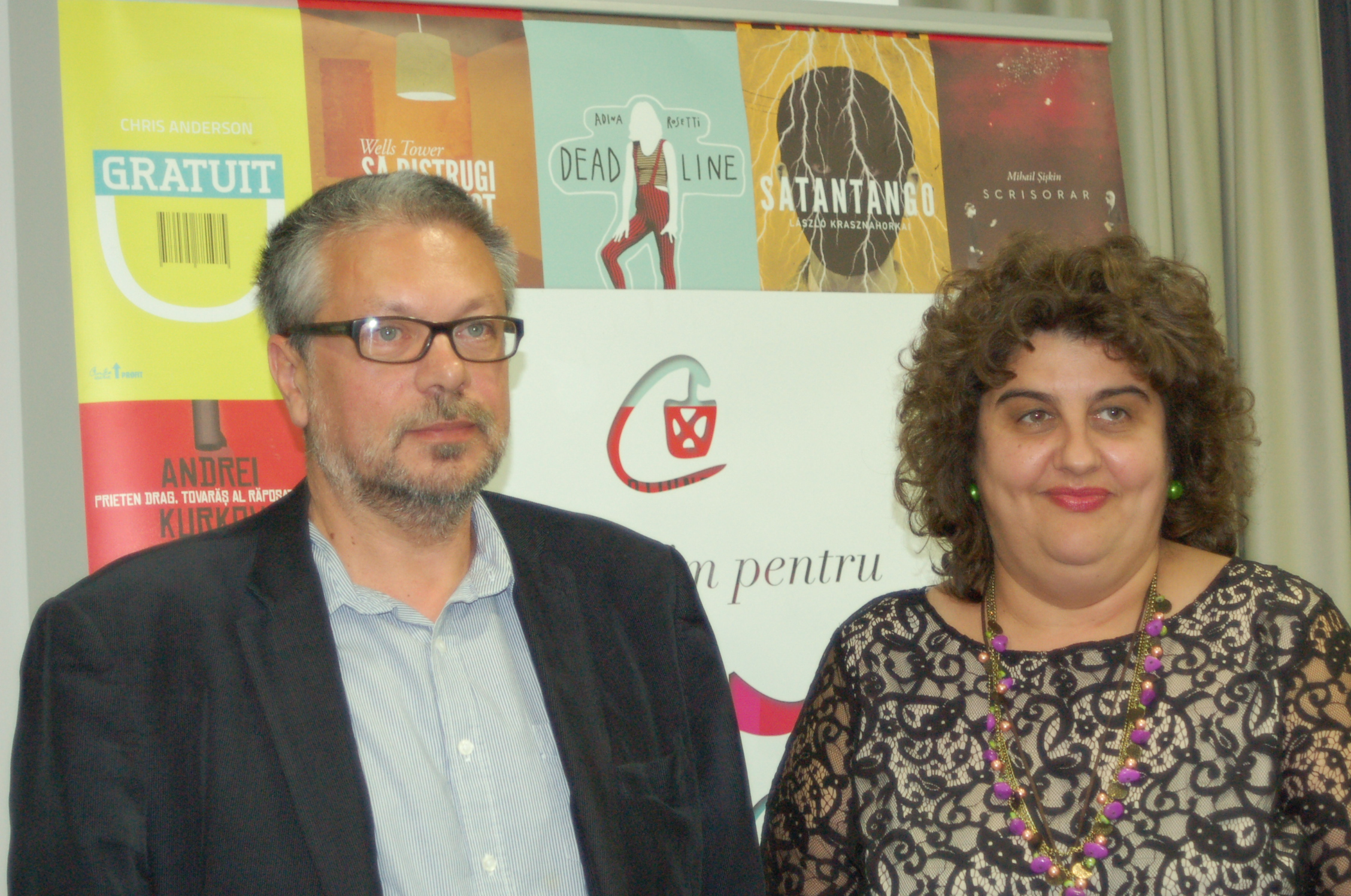
București, 2013, cu Mihail Șișkin

## Volume de autor

### Etnologie
Etnologia este unul dintre domeniile de referință, în care au fost aduse contribuții importante la studierea mitologiei populare. Teza de doctorat, Personaje malefice în mitologia romanică și slavă, de factură comparatistă, a fost publicată sub numele Mitologie comparată la Editura Universității din București în anul 1998. Aici sunt cuprinse conceptele fundamentale pe care le va adapta la realitățile românești și slave din domeniul etnologiei - spațiu sacru, timp sacru, sistemul opozițiilor binare, de influență eliadescă, dar și sistematizarea personajelor demonice, a  principiilor magiei ș.a.m.d. Ca exemplificare a teoriilor din acest volum au apărut, în același an, volumele Ipostaze ale maleficului în medicina magică (Editura Paideia, București, 1998), consacrat fenomenului descântatului, prezentat ca text și ritual, apoi Metamorfozele sacrului. Dicționar de mitologie populară (Editura Paideia, București, 1998), care descompune universul magic țărănesc în ființe, obiecte, plante, spații și acțiuni magice. descrise ca aflându-se într-un complex mai amplu de reprezentări religios-filosofice ale țăranului român. Un alt dicționar de mitologie, Dicționar de mitologie. Demoni, duhuri, spirite (Ed. Paideia, București, 2004) cuprinde personaje demonice din diferite mitologii, dar care păstrează totuși, în pofida distanței dintre arealele culturale, numeroase trăsături comune.
Un alt studiu important, cu o largă răspândire, cunoscând mai multe tiraje, este Școala de solomonie. Divinație și vrăjitorie în context comparat (Editura Paideia, București, 1998). Cele două perspective de cercetare, comparatistă, teoretic, respectiv practic, se regăsesc aici. Universul magiei și vrăjitoriei populare este descris aproape exhaustiv, cititorul și specialistul putând avea o imagine aproape completă a actelor magice practicate în trecut sau chiar în prezent. Perspectiva diacronică și cea amplu comparatistă nu fac decât să confirme universalitatea modului de gândire arhaic al țăranului român.
Elementele magice pe care le presupune timpul sacru au fost sistematizate în mai multe lucrări (Calendarele poporului român, Editura Paideia, București, 2001, Zile și demoni. Calendar și mitologie bulgară, Editura Eikon, Cluj-Napoca, 2008, Zile și demoni. Calendar și mitologie populară bulgară, Ed. Eikon, Cluj-Napoca, 2008). De o mare popularitate s-a bucurat Calendarele poporului român, care a primit numeroase aprecieri de la specialiști, dar și premii, fiind un instrument de lucru extrem de util. Această mare sinteză, dezvoltată masiv în 2009, cuprinde materiale de arhivă, credințe populare din toate regiunile locuite de români, culegeri de folclor ale clasicilor etnologiei române, calendar bisericesc fix și mobil, precum credințe variate despre unități mai mici ale timpului (zile, ceasuri etc.).
Pentru a încheia abordarea mitică a universului țărănesc. Antoaneta Olteanu a realizat și volumul Reprezentări ale spațiului în credințele românești (Editura Paideia, București, 2009). Lucrarea are trei planuri majore - universul cel mai apropiat, casa, credințe despre lumea aceasta și spațiile sacre ale ei, credințe despre lumea cealaltă, cu o topografie detaliată.

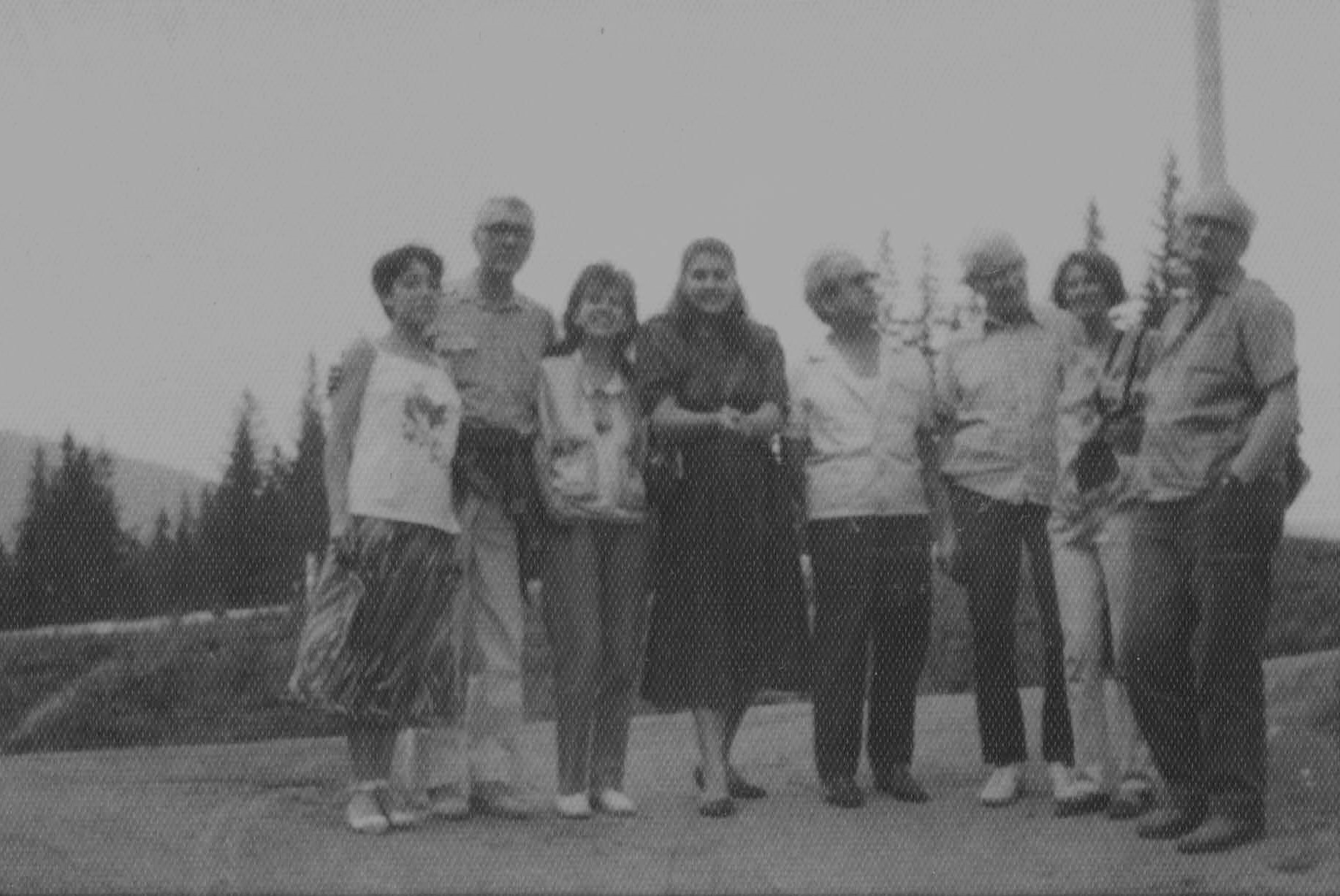
Tabăra de folclor Vrancea, 1989. Cu Nicolae Constantinescu, Mihai Pop și Nicolae Bot

1. Mitologie comparată, Editura Universității București, 1998, 352 p.
2. Ipostaze ale maleficului în medicina magică, Editura Paideia, București, 1998, 329 p.
3. Metamorfozele sacrului. Dicționar de mitologie populară, Editura Paideia, București, 1998, 377 p.
4. Școala de solomonie. Divinație și vrăjitorie în context comparat, Editura Paideia, București, 1999, 616 p.; ediția a doua, 2007
5. Calendarele poporului român, Editura Paideia, București, 2001, 744 p., ediția a doua, 2003, ediția a treia, 2006; ediția a patra, adăugită, 2009, 592 p.,[2] http://stirileprotv.ro/stiri/omul-care-aduce-cartea/omul-care-aduce-cartea-antoaneta-olteanu-din-intelepciunea-poporului-roman-octombrie.html
6. Dicționar de mitologie. Demoni, duhuri, spirite, Editura Paideia, București, 2004, 567 p.
7. Zile și demoni. Calendar și mitologie populară rusă, Editura Eikon, Cluj-Napoca, 2008, 298 p.
8. Zile și demoni. Calendar și mitologie populară bulgară, Editura Eikon, Cluj-Napoca, 2008, 248 p.
9. Reprezentări ale spațiului în credințele românești, Editura Paideia, București, 2009, 348 p.
10. Mitologie română, vol.1-3, Editura Cetatea de Scaun, Târgoviște, 2021, 512 + 354 + 425 p.

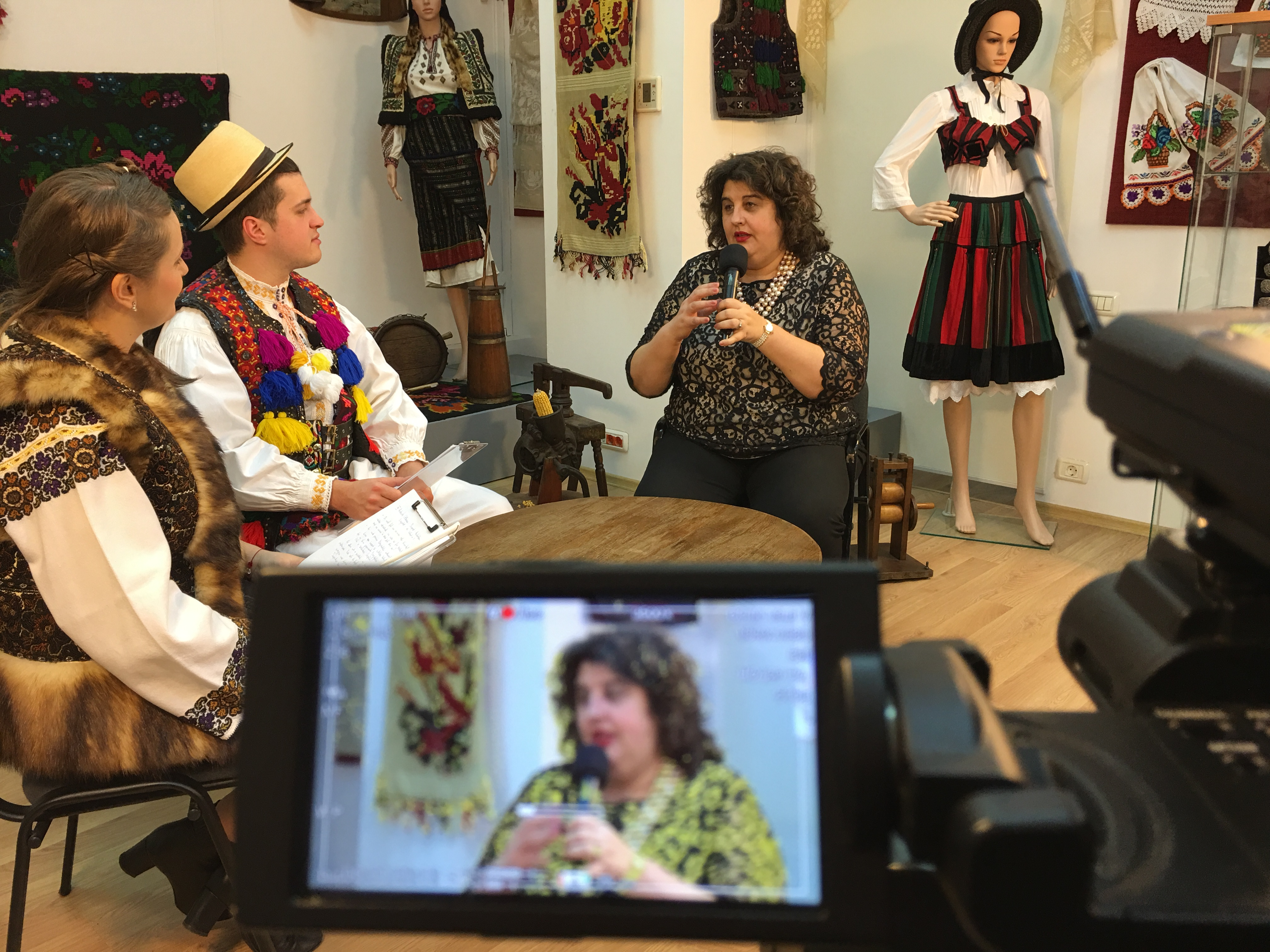
Emisiune la TV Trinitas, 2016

### Civilizație rusă

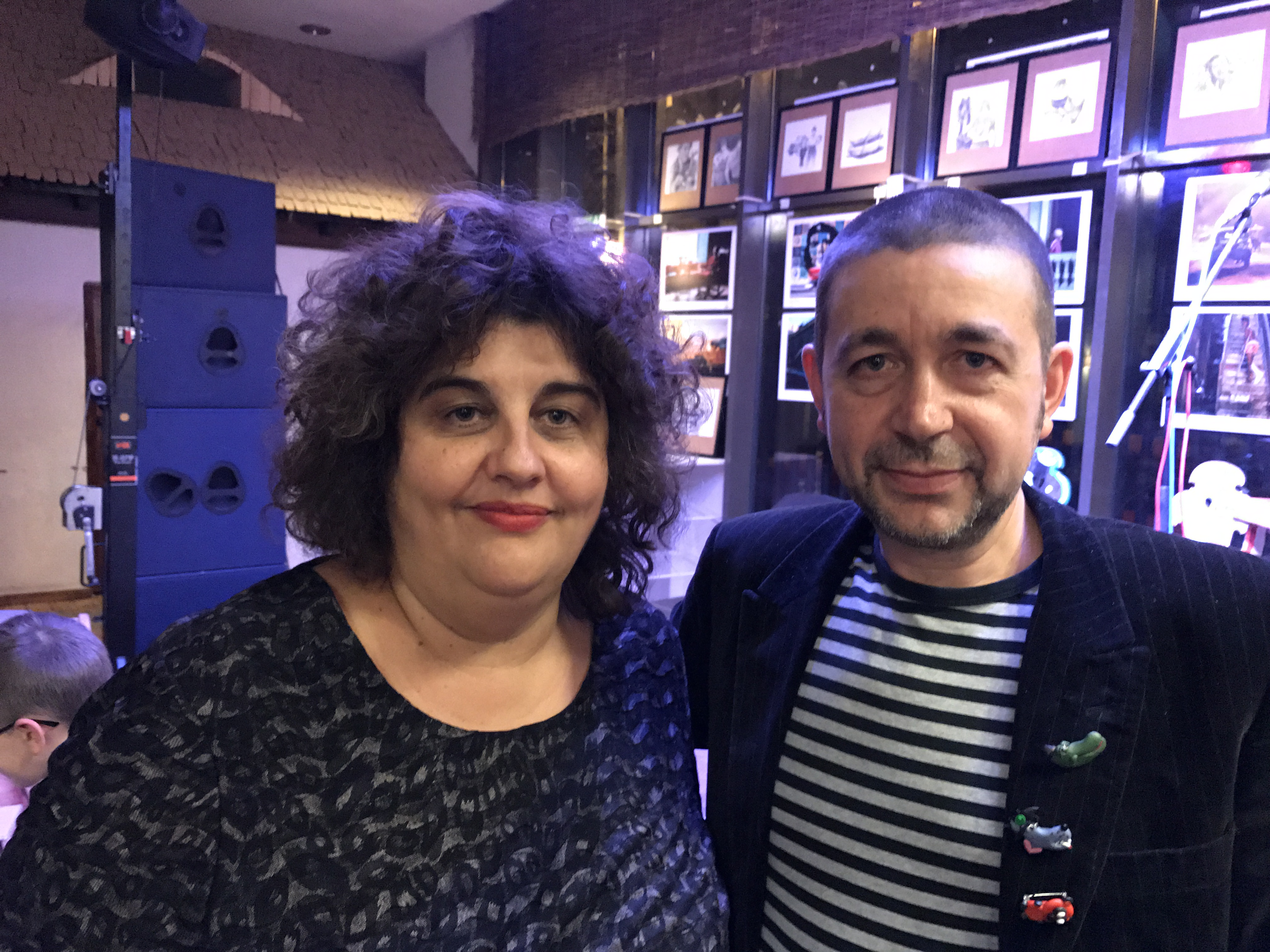
Lansarea Bandiților lui Vasile Ernu, 2016

Cărțile consacrate civilizației ruse reprezintă celălalt mare domeniu de cercetare. Destinate a fi, în primul rând, materiale de studiu pentru studenți, sunt adresate în egală măsură și cititorilor iubitori de cultură. Perspectiva aleasă e una mixtă - studiile sunt bogat documentate din punct de vedere istoric, dar, în aceeași măsură, reunesc și fondul literar, extrem de bogat, al fiecărei perioade. Până în acest moment au fost acoperite două perioade mari - perioada vede și începutul perioadei moderne (Civilizația rusă. Perioada veche și modernă, Editura Paideia, București, 1998; Miturile Rusiei clasice, Editura Paideia, București, 2014) - și perioada imperială, Rusia secolului al XIX-lea (Rusia imperială. O istorie culturală a secolului al XIX-lea, Ed. All, București, 2011. Este în curs de pregătite și o civilizație a lumii sovietice, mai bine zis, viața de zi cu zi din Rusia sovietică.
1. Civilizația rusă. Perioada veche și modernă, Editura Paideia, București, 1998, 180 p.; ediția a doua, 2007
2. Miturile Rusiei clasice, Editura Paideia, București, 2004, 278 p.; ediția a doua, 2009
3. Rusia imperială. O istorie culturală a secolului al XIX-lea, Ed. All, București, 2011, 428 p.[3] http://www.zf.ro/ziarul-de-duminica/distractii-la-curtea-tarilor-de-antoaneta-olteanu-8980606; http://ce-am-mai-citit.blogspot.ro/2014/03/antoaneta-olteanu-rusia-imperiala-o.html[4]

### Literatură rusă
Un al domeniu mare de cercetare este cel al literaturii ruse. Antoaneta Olteanu s-a concentrat pe literatura rusă contemporană, căreia i-a consacrat două volume. Structura tip medalion se datorează și principiului de bază ales de autoare, de a publica autori traduși în limba română, pentru a fi mai accesibili cititorilor români. O primă variantă a acestui volum de studii este Literatura rusă contemporană. Direcții de evoluție a prozei (Editura Paideia, București, 2005), care a fost dezvoltată mai apoi în volumul Proza rusă contemporană (București, Ed. Paideia, 2008). Anul acesta va apărea un volum de sinteză consacrat postmodernismului rus, autoarea consacrându-se mai mult pe poetica acestei mișcări literare (Alei bifurcate. O hermeneutică a postmodernismului rus).
Pe lângă proza contemporană, Antoaneta Olteanu se ocupă și de proza recuperată, literatură distopică și antitotalitară, direcție care vine în întâmpinarea celuilalt câmp de interes menționat, cultura și civilizația sovietică. Autoarea a realizat și publicat până acum mai multe studii despre proza de lagăr și detenție, memorialistică și demitizarea realităților și personalităților lumii sovietice, ce se vor regăsi amplificate într-o lucrare de anvergură consacrată lumii lagărului văzută prin prisma celor ce au fost închiși acolo.
1. Literatură rusă contemporană. Direcții de evoluție a prozei, Editura Paideia, București, 2005, 264 p.
2. Proza rusă contemporană, Paideia, București, 2008, 480 p.
3. Alei bifurcate. Poetica postmodernismului rus, Ed. Paralela 45, Pitești, 2019, 256 p.[5]

### Imagologie
Civilizație combinată cu literatură și mai ales cu o interpretare extrem de personală a evenimentelor, sub formă de clișee și stereotipuri, imagologia este un alt domeniu de interes. Primul proiect din această direcție, realizat în urma unui grant de cercetare, este consacrat spațiului balcanic cu imaginarul său. Homo balcanicus. Câteva trăsături ale mentalității balcanice este o introducere în această problematică, pentru care este nevoie o abordare mult mai amplă, care își așteaptă momentul.
Homo balcanicus. Câteva trăsături ale mentalității balcanice, Editura Paideia, București, 2004, 180 p.; ediția a doua, 2009; http://oc.highcontrast.ro/articol/antropologie-antoaneta-olteanu-homo-balcanicus-2/%5Bnefuncțională%5D

### Totalitarism
Domeniu interdisciplinar, ce reunește elemente de istorie, cultură și civilizație, dar și literatură rusă, preocuparea pentru domeniul totalitarismului s-a manifestat în numeroase studii și articole, dar și într-o serie de volume reunite sub numele de Sovietland. 
1. Sovietland. 1. Utopia eșuată, Ed. Cetatea de Scaun, Târgoviște, 2019, 431 p.
2. Sovietland. 2. Țara Gulagului, Ed. Cetatea de Scaun, Târgoviște, 2019, 581 p.
3. Sovietland. 3. Patria omului sovietic, Ed. Cetatea de Scaun, Târgoviște, 2019, 433 p.
4. Sovietland. 4. Triumful vieții private, Ed. Cetatea de Scaun, Târgoviște, 2019, 395 p.

## Ediții
1. Simion Florea Marian, Mitologie populară, Editura Paideia, București, 2000.
Bibliografie de referință: Otilia Hedeșan, „Orizont”, XII, nr.11, 20 noiembrie 2000, p.27; Nicolae Constantinescu, Recuperări utile și unele false atribuiri, „Adevărul literar și artistic”, 7 ianuarie 2003, p.7 Semnale: Iordan Datcu, Cartea de etnologie și editorii ei. I, „Răstimp”, Drobeta-Turnu Severin, nr.1 (19), 2002, p.5
2. Simion Florea Marian, Botanică populară, Editura Paideia, București, 2000.
Bibliografie de referință: Otilia Hedeșan, „Orizont”, XII, nr.11, 20 noiembrie 2000, p.27; Nicolae Constantinescu, Recuperări utile și unele false atribuiri, „Adevărul literar și artistic”, 7 ianuarie 2003, p.7
Semnale: Iordan Datcu, Cartea de etnologie și editorii ei. I, „Răstimp”, Drobeta-Turnu Severin, nr.1 (19), 2002, p.5
3. Artur Gorovei, Ouăle de Paști, Editura Paideia, București, 2001.
Bibliografie de referință: Otilia Hedeșan, „Orizont”, XIII, 15 mai 2001, p.13; Nicolae Constantinescu, Recuperări utile și unele false atribuiri, „Adevărul literar și artistic”, 7 ianuarie 2003, p.7 Semnale: „România liberă”, 11 aprilie 2000; Iordan Datcu, Cartea de etnologie și editorii ei. I, „Răstimp”, Drobeta-Turnu Severin, nr.1 (19), 2002, p.5
4. Tudor Pamfile, Văzduhul după credințele poporului român, Editura Paideia, București, 2001.
Bibliografie de referință: Nicolae Constantinescu, Recuperări utile și unele false atribuiri, „Adevărul literar și artistic”, 7 ianuarie 2003, p.7
Semnale: Iordan Datcu, Cartea de etnologie și editorii ei. I, „Răstimp”, Drobeta-Turnu Severin, nr.1 (19), 2002, p.5
5. Tudor Pamfile, Cerul și podoabele lui. După credințele poporului român, Editura Paideia, București, 2001
Bibliografie de referință: Nicolae Constantinescu, Recuperări utile și unele false atribuiri, „Adevărul literar și artistic”, 7 ianuarie 2003, p.7 Semnale: „România liberă”, 3 noiembrie 2001; Iordan Datcu, Cartea de etnologie și editorii ei. I, „Răstimp”, Drobeta-Turnu Severin, nr.1 (19), 2002, p.5; A. Bucurescu, „România liberă”, 16 aprilie 2002
6. George Bujorean, Boli, leacuri și plante de leac folosite de țărănimea română, Editura Paideia, București, 2001.
Bibliografie de referință: Nicolae Constantinescu, Recuperări utile și unele false atribuiri, „Adevărul literar și artistic”, 7 ianuarie 2003, p.7,Semnale: Iordan Datcu, Cartea de etnologie și editorii ei. I, „Răstimp”, Drobeta-Turnu Severin, nr.1 (19), 2002, p.5
7. Tudor Pamfile, Diavolul învrăjbitor al lumii. După credințele poporului român, Editura Paideia, București, 2001, 136 p. Bibliografie de referință: Nicolae Constantinescu, Recuperări utile și unele false atribuiri, „Adevărul literar și artistic”, 7 ianuarie 2003, p.7 Semnale: „România liberă”, 3 noiembrie 2001; Iordan Datcu, Cartea de etnologie și editorii ei. I, „Răstimp”, Drobeta-Turnu Severin, nr.1 (19), 2002, p.5

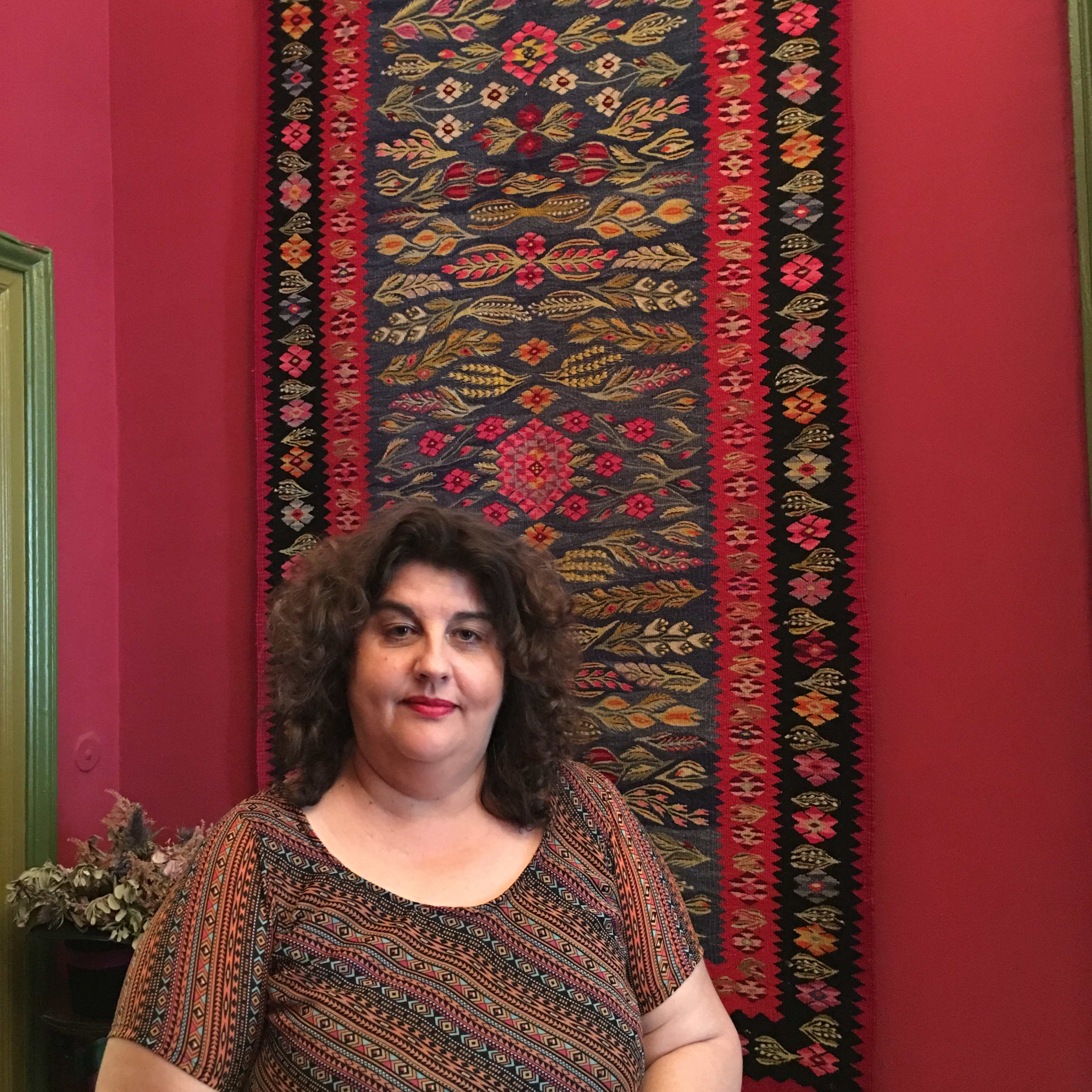
Tradiții, 2016

8. Ion-Aurel Candrea, Lumea basmelor. Studii și culegeri de folclor românesc, Editura Paideia, București, 2001, 248 p. Bibliografie de referință: Otilia Hedeșan, „Orizont”, XIII, nr.7, 20 iulie 2001, p.23 Semnale: Iordan Datcu, Cartea de etnologie și editorii ei. I, „Răstimp”, Drobeta-Turnu Severin, nr.1 (19), 2002, p.5
9. Tudor Pamfile, Povestea lumii de demult. Pământul. Sfârșitul lumii. După credințele poporului român, Editura Paideia, București, 2002. Bibliografie de referință: Nicolae Constantinescu, Recuperări utile și unele false atribuiri, „Adevărul literar și artistic”, 7 ianuarie 2003, p.7 ,Semnale: A. Bucurescu, „România liberă”, 16 aprilie 2002
10. Traian Gherman, Meteorologia populară, Editura Paideia, București, 2002, 174 p. Bibliografie de referință: Otilia Hedeșan, „Orizont”, XIV, nr.12, decembrie 2002, p.7
11. Ioan Otescu, Credințele țăranului român despre cer și stele, Editura Paideia, București, 2002, 100 p. Bibliografie de referință: Otilia Hedeșan, „Orizont”, XIV, nr.10, 18 octombrie 2002, p.21
12. Selecție din Iuliu A. Zanne, Enciclopedia culturii populare românești, Ed. Paideia, 2018, 344 p.

## Traduceri din limba rusă
1. Viktor Erofeev, Frumoasa rusoaică, Ed. Paralela 45, București, 2006, 344 p. (traducere și postfață)
2. Andrei Kurkov, Legea melcului, Ed. Curtea veche, București, 2007, 404 p.

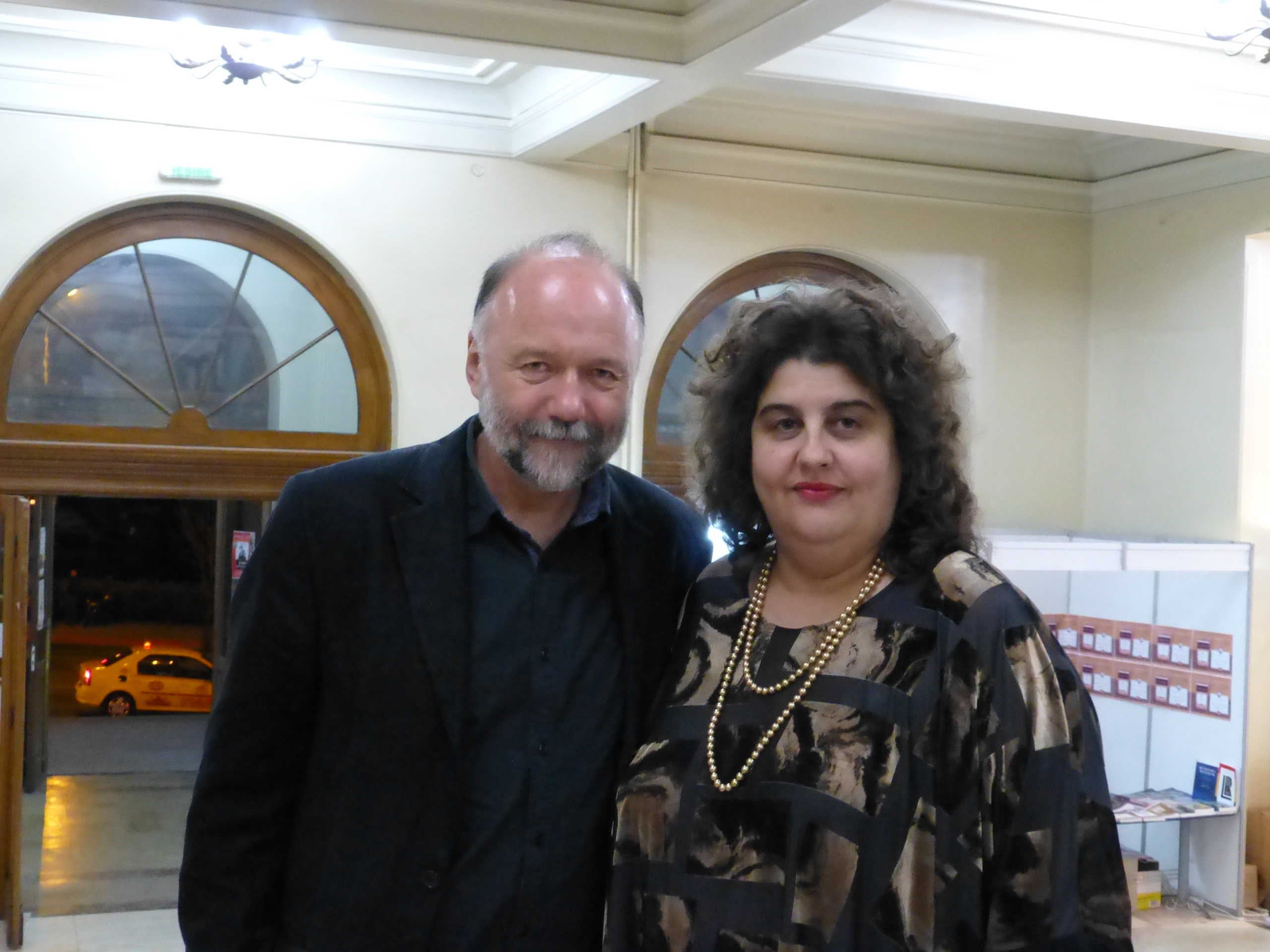
Iași, 2013, cu Andrei Kurkov

3. Iuri Mamleev, Ceilalți, Ed. Curtea veche, București, 2008, Ed. Curtea veche, București, 2008, 248 p. (traducere și postfață)

4. Andrei Kurkov, Ultima iubire a președintelui, Ed. Curtea veche, București, 2008, 540 p. (traducere și prefață)

5. Vladimir Sorokin, Kremlinul de zahăr. Ed. Curtea veche, București, 2009, 206 p. 

6. F.M. Dostoievski, Crimă și pedeapsă, Ed. Adevărul Holding, București, 2010, vol. 1, 314 p., vol. 2, 302 p.; 2011, 618 p.

7. Mihail Bulgakov, Maestrul și Margareta, Ed. Adevărul Holding, București, 2011, 464 p.

8. F.M. Dostoievski, Adolescentul, Ed. Adevărul Holding, București, 2011, 649 p.

9. F.M. Dostoievski, Amintiri din casa morților. Jucătorul, Ed. Adevărul Holding, București, 2011, 494 p.

10. F.M. Dostoievski, Demonii, Ed. Adevărul Holding, București, 2011, vol.1, 493 p., vol.2, 247 p.

11. F.M. Dostoievski, Umiliți și obidiți, Ed. Adevărul Holding, București, 2011, 432 p.

12. F.M. Dostoievski, Dublul. Oameni sărmani, Ed. Adevărul Holding, București, 2011, 312 p.

13. F.M. Dostoievski, Însemnări din subterană. Eternul soț, Ed. Adevărul Holding, București, 2011, 286 p.

14. Sașa Sokolov, Școală pentru proști, Ed. All, București, 2011, 184 p.

15. Serghei Nosov, Viața secretă a monumentelor din Petersburg, Ed. BCC Publishing, București, 2011, 240 p. 

16. Andrei Platonov, Cevengur, Ed. Allfa, București, 2011, 434 p. (traducere și postfață)

17. A.P. Cehov, O mică glumă, Ed. Allfa, București, 2012, 112 p.

18. Vladimir Sorokin, Viscolul, Ed. Curtea veche, București, 2012, 176 p.

19. Andrei Kurkov, Prieten drag, tovarăș al răposatului, Ed. Curtea veche, București, 2012, 120 p.; https://constantinpistea.ro/tolia-are-o-problema/ Arhivat în 14 februarie 2018, la Wayback Machine.

20. Sofia Tolstaia, Viața mea. Fragmente de jurnal, Ed. Allfa, București, 2012, 336 p. (traducere și prefață)

21. Ivan Turgheniev, Prima iubire, Ed. Allfa, București, 2012, 302 p.

22. Mihail Șișkin, Scrisorar, Ed. Curtea veche, București, 2012, 351 p.

23. Iuri Dombrovski, Facultatea lucrurilor de prisos, Ed. Allfa, București, 2012,  600 p. (traducere și postfață)

24. Ludmila Petrușevskaia, Fetița de la Metropol, Ed. Meteor Press, București, 2012, 440 p. (traducere și postfață)

25. Daria Donțova, Manichiură pentru mort, Ed. Allfa, București, 2012, 334 p.

26. Șalom Alehem, Poveste de dragoste, Ed. Allfa, București, 2012, 144 p.

27. Kurban Said, Ali și Nino, Ed. Allfa, București, 2012, 294 p.

28. Iuri Dombrovski, Maimuța vine să-și ia craniul, Ed. Allfa, București, 2013, 432 p.

29. Dmitri Vitkovski, O viață în gulag, Ed. Corint, București, 2013, 144 p.

30. Mihail Șișkin, Părul Venerei, Ed. Curtea veche, București, 2013, 510 p.

31. Daria Donțova, Poker cu rechinul, Ed. Allfa, București, 2013, 384 p.

32. Ludmila Petrușevskaia, Orașul luminii, Ed. Meteor Press, București, 2013, 220 p.

33. Olga Slavnikova, Dușmanul poporului, Ed. Allfa, București, 2014, 352 p; https://constantinpistea.ro/fumezi-de-ce/ Arhivat în 14 februarie 2018, la Wayback Machine.

34. Natalia Kliuceariova, Ultima oprire, Rusia, Ed. Allfa, București, 2014, 142 p. 

35. Stanislav Belkovski, Putin - biografia interzisă, Ed. Corint, București, 2014, 384 p. 

36. Valentin Pikul, Câinii Domnului, Ed. Allfa, București, 2014, 288 p.

37. I.A. Goncearov, Oblomov, Ed. Allfa, București, 2014, 568 p.

38. Ludmila Petrușevskaia, Povești de dragoste. A fost o fată care a furat inima soțului surorii ei, iar el s-a spânzurat, Ed. Polirom, Iași, 2014, 256 p.

39. Daria Donțova, Dragul meu ticălos, Ed. Allfa, București, 2014, 242 p. 

40. Iuri Dombrovski, Conservatorul de antichități, Ed. Allfa, București, 2014, 288 p.
41. Marina Stepnova, Femeile lui Lazăr, Ed. Curtea veche, București, 2014, 400 p.

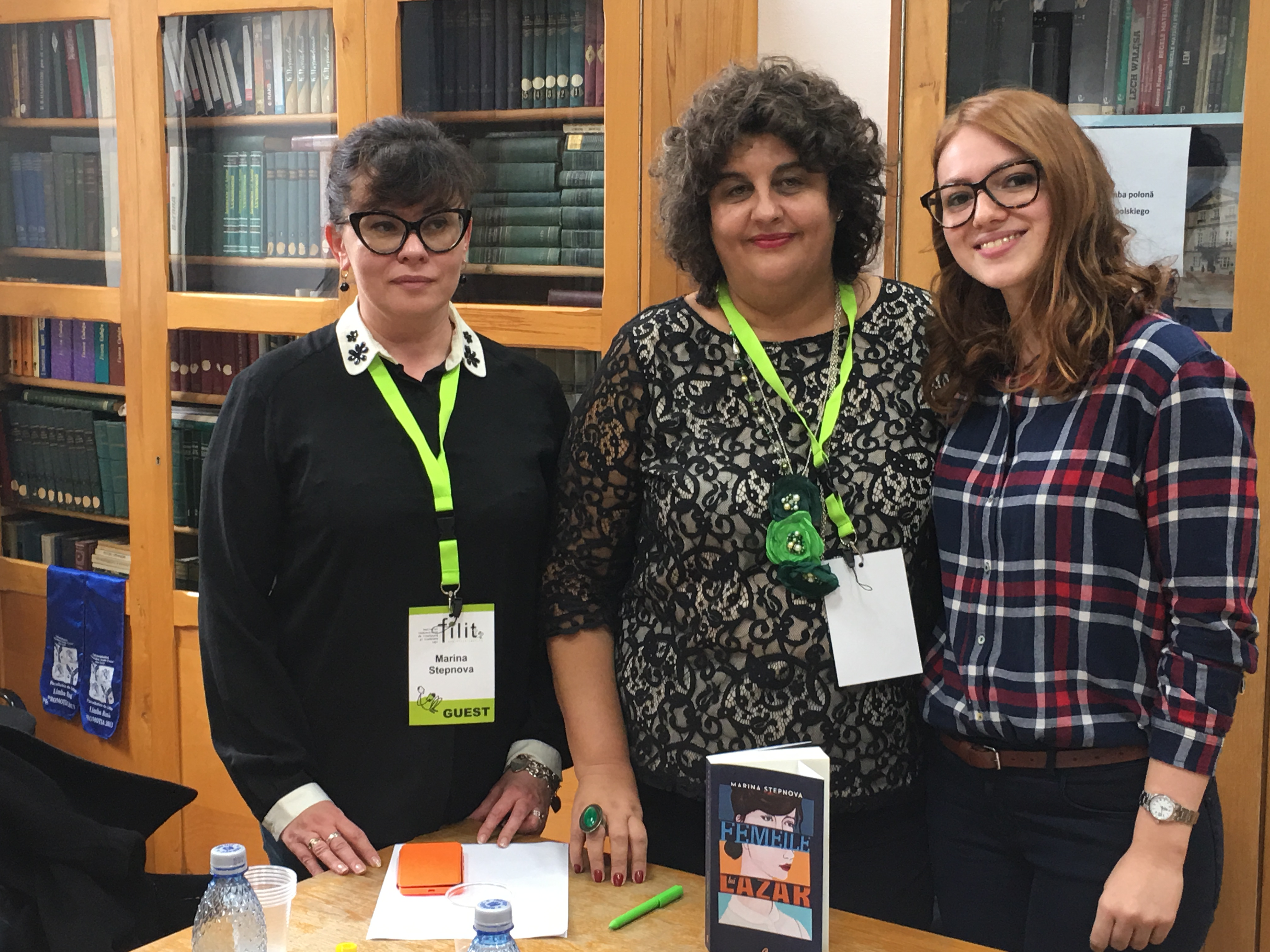
Iași, 2016, cu Marina Stepnova și Miruna Meiroșu

42. A.N. Afanasiev, Zăpezica. Bunicul îngheț, Ed. Galaxia copiilor, București, 2014, 32 p. 

43. Svetlana Aleksievici, Dezastrul de la Cernobîl. Mărturii ale supraviețuitorilor, Ed. Corint, București, 2015 

44. Evghenia Ghinzburg, vol. 1, Destin în bătaia vântului. Jurnal, Ed. Corint, București, 2015, 512 p.; vol. 2, Ocna, ce binecuvântare!, Ed. Corint, București, 2016, 540 p. 

45. Vasile Sturza, Basarabia și destinul ei secret. Mărturii și documente istorice, Ed. Litera, București, 2016 (traduceri documente pp.197-613)

46. Svetlana Aleksievici, Ultimii martori, Ed. Litera, București, 2016, 336 p.

47. M.E. Saltîkov-Șcedrin, Domnii Golovliov, Ed. All, București, 2016, 308 p.

48. Valentin Pikul, Necuratul. Rasputin și apusul unei lumi, Ed. All, București, 2016, vol. I, 508 p., vol. II, 466 p.

49. Mihail Șișkin, Luarea Ismailului, Ed. Curtea veche, București, 2016, 480 p.

50. Dmitri Gluhovski, Metro 2033, Ed. Paladin, București, 2016, 622 p.

51. Anna Bîkova, Copilul independent sau cum să fii o „mamă leneșă”, Ed. Paralela 45, București, 2016, 254 p. 

52. Vladimir Lokcenkov, Acolo unde curg rîuri de lapte și miere, Ed. Cartier, Chișinău, 2017, 184 p. 

53. Feliks Ciuev, Conversații cu Molotov. În cercul puterii comuniste, Ed. Corint, București, 2017, 668 p. 

54. Mihail Șișkin, Paltonul cu gaică. Proză scurtă, eseuri, Ed. Curtea Veche, București, 2017, 250 p.

55. Pagini alese din literatura rusă a secolului al XIX-lea, traduceri de Diana Iepure, Marina Vraciu și Antoaneta Olteanu (96 p), Ed. Corint, București, 2017, 428 p.

56. Igor Rîkov, Negocieri de la Kremlin, Ed. Paralela 45, Pitești, 2017, 296 p.

57. M.E. Litvak, Dacă vrei să fii fericit, Ed. Paralela 45, Pitești, 2017, 480 p.

58. Anna Bîkova, Exercițiile formative ale unei mame „leneșe”, Ed. Paralela 45, Pitești, 2017, 224 p.

59. Viktor Pelevin, Omon Ra, Ed. Curtea Veche, București, 2017, 176 p.

60. Lev Toțki, Istoria revoluției ruse, vol.1, Revoluția din februarie, vol.2, Revoluția din octombrie, Ed. Tact, Cluj-Napoca, 2017, 386 p. + 616 p. 
61. Nikolai Sablin, Călătorie prin Eldorado. Zece ani în lagărele sovietice, Ed. Corint, București, 2018

62. Cinghiz Aitmatov, Djamilia, Ed. Allfa, București, 2018, 112 p.
63. A.P. Cehov, Kaștanka, Ed. Art, București, 2018, 88 p.
64. Eduard Uspenski, Crocodilul Ghena și prietenii săi, Ed. Frontiera, București, 2018, 88 p.
65. Abai Kunanbaev, Cartea învățăturilor, traducere și postfață (pp.221-225), Ed. Nemira, București, 2018, 230 p.
66. Andrei Kurkov, Lăptarul de la miezul nopții, traducere și notă, Ed. Paralela 45, Pitești, 2018, 500 p.
67. Lev Tolstoi, Sonata Kreutzer și alte povestiri, traducere și note, Ed. Litera, București, 2018, 366 p.
68. Vladimir Medvedev, Zahhak, traducere din rusă, glosar și note, Ed. Pandora Publishing, București, 2019, 594 p.
69. Alexander Gogun, Între Hitler și Stalin. Insurecționiștii ucraineni, traducere și note, Ed. Cetatea de Scaun, Târgoviște, 2019

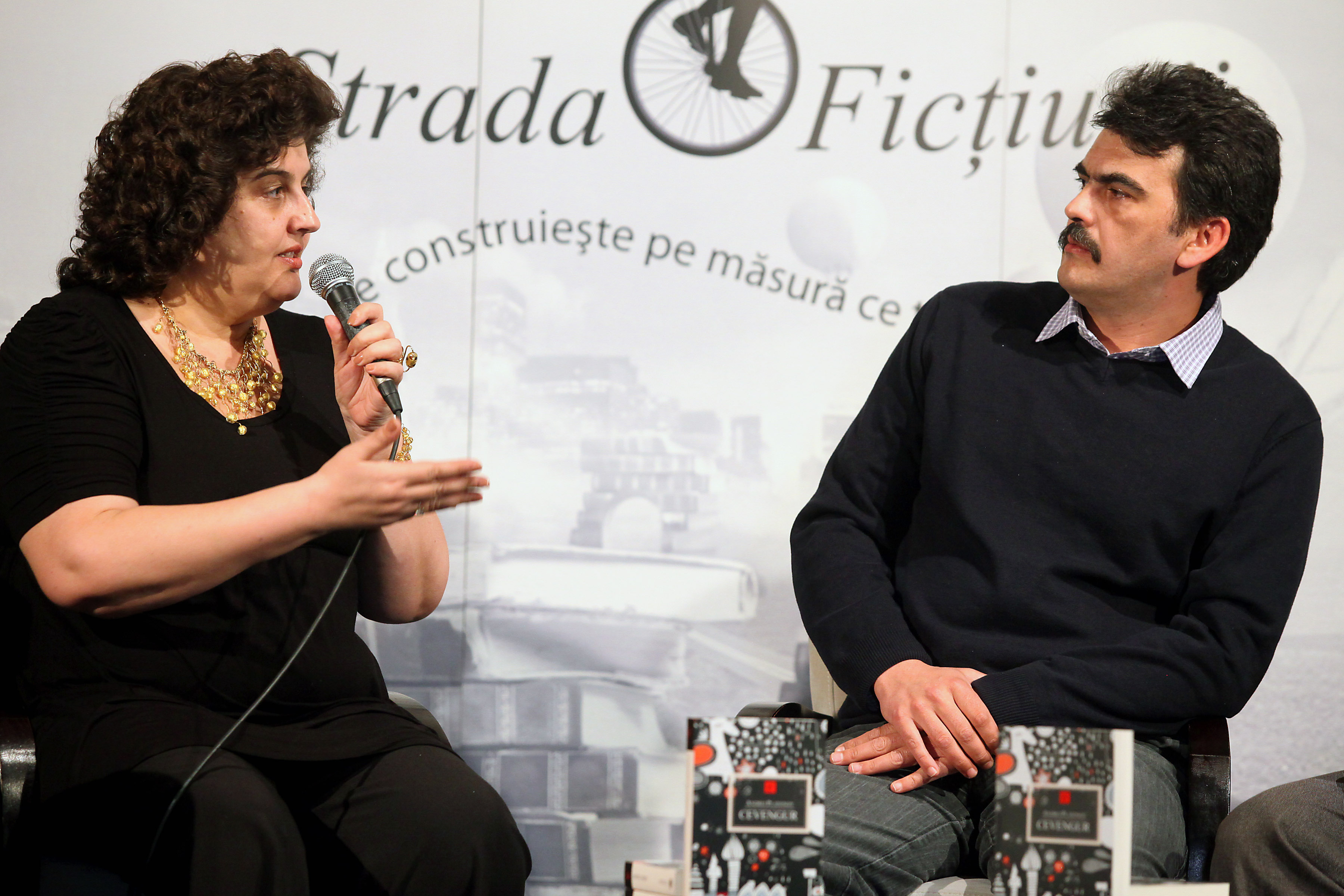
2012, Lansarea romanului Cevengur, cu Viorel Zaicu

## Premii și distincții
- 2015 – Premiul de excelență pentru traducere acordat de revista „Observator literar”, 30 martie 2015
- 2014 – Premiu special 2013 acordat de Filiala de Traduceri Literare a Uniunii Scriitorilor din România pentru traducerea de excepție din limba rusă a volumului Părul Venerei al prozatorului Mihail Șișkin, noiembrie 2014
- 2014 – Diplomă acordată de Agenția Federală pentru presă și comunicare în masă din Federația Rusă  pentru activitatea de traducător, Gaudeamus, noiembrie 2014
- 2014 – Diplomă Profesor Bologna oferită de Alianța Națională a Organizațiilor Studențești din România, București, 10 mai
- 2008 – Premiul „Niște țărani” pentru cercetare asupra culturii populare românești, pentru „admirabila lucrare Calendarele poporului român, o autentică enciclopedie a mitologiei românești”, Slătioara
2008 – medalia jubiliară „Centenarul cursurilor de vară ale Universității populare „Nicolae Iorga” pentru promovarea operei lui Nicolae Iorga și a culturii românești
- 2005 – diplomă de merit din partea Asociației Române a Patrimoniului, pentru volumul Calendarele poporului român;
- 2001 – diploma și medalia „In hoc signum vinces. Magna cum laude” oferită de CNCSIS (Consiliul Național pentru Cercetare Științifică din Învățământul Superior”), pentru volumul Școala de solomonie. Divinație și vrăjitorie în context comparat
- 1988 – Premiul III de creație literar-artistică al Consiliului UASCR și al revistei „Amfiteatru” pe anul 1988, pentru eseu

## Interviuri
- Colindatul și descolindatul la români, interviu luat de Marcela Gheorghiu-Zamfir, „Ziarul de duminică”, supliment al Ziarului financiar”, 21 decembrie 2001, p.1, 3
- Convorbiri despre țărani, interviu luat de Isidor Chicet, „Răstimp”, Drobeta-Turnu Severin, an VIII, nr.4 (34), 2005, p.24-25
- Traducătorii despre traduceri. Axa literară București-Moscova, „Familia. Revistă de cultură”, nr.3, martie 2009, p.105-107
- Conversații cu... Antoaneta Liliana Olteanu, interviu luat de Ovidiu Pecican, în „Apostrof”, an XXIV, nr.12 (283)/2013, p.8-9
- Cărțile Svetlanei Aleksievici sînt cărți impresionante, cutremurătoare, pline de sentiment, „Timpul”, nr.199/2015, p.4, ISSN 2285 – 729X, trebuie să fie un autor ce tânjește spre exprimare, interviu luat de Claudiu Sfirschi-Lăudat, http://www.b-critic.ro/carte/traducatorul-nu-trebuie-sa-fie-un-autor-ce-tanjeste-spre-exprimare/
- A fost dragoste la prima traducere,  interviu luat de Alina Purcaru în „Observator cultural” nr.860, an XVII/ serie nouă (602), din 17.02.2017, pp.9-10, http://www.observatorcultural.ro/articol/fost-dragoste-la-prima-traducere/
- http://melidonium.ro/2017/04/12/decalogul-antoanetei-olteanu/ Arhivat în 13 februarie 2018, la Wayback Machine., interviu luat de Paul Polidor
- http://intervio.ro/2017/06/08/antoaneta-olteanu-etnolog-curentul-traditionalist-al-iiei-si-al-sarbatorilor-rurale-traditionale-se-combina-cu-pasiunea-pentru-radacinile-dacice/ Arhivat în 13 februarie 2018, la Wayback Machine., de Andrei Alexandru Micu
- https://www.literaturadeazi.ro/rubrici/interviu/bucuriile-vietii-ei-greu-de-egalat-28668, interviu luat de Odilia Roșianu, 3 septembrie 2017